# WR 119
WR 119 är en ensam stjärna i mellersta delen av stjärnbilden Skölden. Den har en skenbar magnitud av ca 12,0 och kräver ett kraftfullt teleskop för att kunna observeras. Baserat på parallax enligt Gaia Data Release 2 på ca 0,21 mas, beräknas den ligga på ett avstånd av ca 10 500 ljusår (ca 3 200 parsec) från solen. Stjärnan är en Wolf–Rayet-stjärna av en sen typ av kolserien (WCE) klassad som WC9.

## Observation
WR 114 är anmärkningsvärd för att vara den minst lysande kända Wolf–Rayet-stjärnan, med en luminositet av drygt 50 000 gånger solens. Den senaste uppskattningen är ännu lägre, på bara 42 700 gånger solen, baserat på den senaste analysen med Gaia DR2-data.

## Egenskaper
WR 119:s egenskaper ligger på gränsen till vad som kan vara möjligt för Wolf-Rayet-stjärnor, på grund av att de är så extremt svaga. Modellering av dess spektrum med PoWR ger en temperatur på 45 000 K. Om man antar avståndet som användes i den studien på 3 500 parsec, är WR 119:s ljusstyrka endast 50 100 gånger solens, härledd från Gaia DR2:s parallaxdata. Motsvarande radie är bara 3,7 solradier, och därmed den minsta av WC9-stjärnorna, mindre än hälften så stor som en genomsnittlig WC9-stjärna. WR 119:s ljusstyrka är också bara 20 procent av den genomsnittliga WC9-stjärnans ljusstyrka. Motsvarande massa är bara 5,8 solmassor, den lägsta massan för någon Wolf-Rayet-stjärna härledd med hjälp av förhållandet mellan massa och ljusstyrka.
I den visuella våglängden är stjärnan också den mörkaste av WC9-stjärnorna (och allt senare än WC4 i studien), med en visuell ljusstyrka på bara 3 130 gånger solens eftersom huvuddelen sänds ut vid ultravioletta våglängder på grund av WR 119:s mycket höga yttemperatur.
WR 119 har en stark stjärnvind, typisk för Wolf-Rayet-stjärnor, men svagare än de flesta WC-stjärnor. WR 119 förlorar cirka 7,41×10−6 solmassa per år på grund av denna stjärnvind, som har en sluthastighet på 1 300 kilometer per sekund. Stjärnan avger också mycket stoft, därav "d" i slutet av dess spektraltyp, vilket kan vara tecken på en möjlig dubbelstjärna.